# Fotogewehr
Fotogewehre (Photosniper) sind Fotoapparate, die über einen gewehrähnlichen Anschlagschaft verfügen und durch den relativ stabilen Anschlag des Teleobjektives große Brennweiten ermöglichen. 
In der UdSSR fertigten die Kamerawerke Krasnogorsk während des Zweiten Weltkrieges und später ab Mitte der 1960er Jahre eine Reihe spezieller Fotoapparate mit dieser Form. Die erste Variante, ausgestattet mit dem gekürzten Holzschaft eines Gewehres, war auf einer Sucherkamera mit angebautem Spiegelkasten aufgebaut. Die Nachkriegsvariante baute bereits auf einer Spiegelreflexkamera auf. Eine abnehmbare Schulterstütze und ein ebenfalls demontierbarer Pistolengriff ergänzt die Konstruktion. Sowohl die Springblende als auch der Verschluss werden vom Schaft aus ausgelöst, wofür die aus der Serie stammende Spiegelreflexkamera Typ Zenit abgeändert wurde. Auch der Fokus des Objektives wird am Schaft eingestellt. Die Verwendung regulärer Objektive und die Auslösung an der Kamera ist allerdings weiterhin möglich.  
Von der ersten Variante wird eine Verwendung in der militärischen Aufklärung angenommen. Über die oft angemerkte Verwendung des späteren Systems bei Militär und Polizei ist nichts Genaues bekannt, die Kamera wurde auch zivil verkauft. Über eine momentane Produktion ist nichts bekannt.

## Weitere Fotogewehre
Bei der chronofotografischen Flinte handelt es sich um eine spezielle historische Reihenbildkamera.